# Cass Corridor
Cass Corridor es el nombre de los vecindarios en el extremo oeste del Midtown de Detroit, la ciudad más importante de Míchigan. Incluye el distrito histórico de Cass Park, el distrito histórico de Cass-Davenport y Old Chinatown. La calle principal del corredor, Cass Avenue, corre paralela a la M-1 (Woodward Avenue), una arteria principal de Detroit que corre hacia el norte hacia New Center. Aunque Cass corre desde Congress Street, terminando unas millas más al norte en West Grand Boulevard, el corredor Cass generalmente se define como entre la Interestatal 75 (I-75) en su extremo sur y la Interestatal 94 (I-94) hacia el norte, y se extiende desde Woodward hacia el este y el oeste: John C. Lodge (unidad de servicio M-10) al norte de Temple y Grand River Avenue al sur de Temple.

## Historia

Third Man Records abrió el 27 de noviembre de 2015 en la esquina de Canfield y Cass

En las décadas de 1960 y 1970, Cass Corridor se convirtió en un área de importancia cultural. Los artistas comenzaron a alquilar un espacio de estudio barato en Cass Corridor, que estaba cerca del Distrito Histórico del Centro Cultural de Detroit. Los artistas asociados o influenciados por el movimiento artístico de Cass Corridor incluyen a Brenda Goodman, Gary Grimshaw, Tyree Guyton, Charles McGee, Ann Mikolowski, Jim Pallas, Ellen Phelan, Gilda Snowden, Robert Wilbert y Theo Wujcik.
En la década de 1970, Cass Corridor era un barrio pobre conocido por las drogas, la prostitución y los delitos sexuales contra los niños. El área fue de importancia en el caso del Asesino de Niños del Condado de Oakland.
Creem, que se anunciaba a sí misma como "la única revista de rock 'n' roll de Estados Unidos", tenía su sede en la zona. La población estudiantil contribuye al ambiente bohemio en Cass Corridor. La comunidad artística ha producido una serie de artistas importantes, incluidos Sixto Rodríguez, Negative Approach y The White Stripes, quienes tocaron su primer espectáculo en el Gold Dollar. Cass Corridor es también la ubicación del festival anual de arte Dally in the Alley.
Desde la década de 2000, Joel Landy, presidente de la empresa de construcción Cass Avenue Development, ha renovado y remodelado varios edificios en Cass Corridor. Landy también apareció en la serie de televisión American Pickers (episodio de la temporada 3 "Motor City", 19 de septiembre de 2011). Desde 1997, Avalon International Breads se encuentra en Cass Corridor. En 2015, Jack White de The White Stripes abrió una tienda minorista para su sello discográfico, Third Man Records en la esquina de Canfield y Cass.
A partir de 2009, la doctora Alesia Montgomery de la Universidad Estatal de Míchigan llevó a cabo un estudio de 5 años que visualizaba una Detroit reinventada como una ciudad verde, con un énfasis particular en Cass Corridor.

## Arquitectura
Los hitos importantes del área incluyen el Templo Masónico de Detroit (el edificio más grande del mundo de su tipo), Cass Technical High School y el Centro Metropolitano de Alta Tecnología se encuentran a lo largo de Cass. Otros edificios de valor histórico o arquitectónico son el Film Exchange Building y los Verona Apartments. El Park Avenue Hotel, diseñado por el arquitecto Louis Kamper, fue demolido en 2015.
El Little Caesars Arena, abierto desde el 5 de septiembre de 2017 como el nuevo hogar de los Detroit Red Wings de la NHL y los Detroit Pistons de la NBA, está en el lado oeste de Woodward Avenue cerca de la I-75.